# Westside Gunn
Alvin Lamar Worthy (27 de julio de 1982), conocido profesionalmente como Westside Gunn, es un rapero y diseñador de moda estadounidense. Confundó en 2012 el sello discográfico Griselda Records con su hermano Conway the Machine y primo Benny the Butcher.

## Carrera
Westside Gunn publicó su primer mixtape en 2005, sin embargo, su carrera fue interrumpida por problemas con la ley. Gunn estuvo en pausa desde 2006 hasta 2011.
En 2012, Gunn se inspiró para revivir su carrera tras el tiroteo de su hermano Conway, que lo dejó con discapacidades permanentes, así como el asesinato de su primo Machine Gun Black, en 2006. El primer proyecto de Gunn bajo el sello de Griselda fue el mixtape Hitler Wears Hermes. Aunque el nombre generó controversia por el nombre de Adolf Hitler, explicó que es un juego de palabras con la película The Devil Wears Prada.
En los siguientes años, Gunn publicó múltiples mixtapes y EPs, incluyendo secuelas para Hitler Wears Hermes, bajo el sello discográfico Griselda. El álbum de estudio debut de Gunn fue Flygod, lanzado el 11 de marzo de 2016.
El 3 de marzo de 2017, Griselda Records firmó un acuerdo con el sello discográfico del rapero Eminem, Shady Records. En octubre del 2020, Westside Gunn publicó su debut bajo el sello Shady Records, Who Made the Sunshine.
El 17 de abril de 2020, lanzó su tercer álbum de estudio, Pray for Paris. El álbum cuenta con colaboraciones de artistas como Tyler, the Creator, Wale, Joey Badass y Freddie Gibbs. En julio de ese mismo año, publica Flygod Is an Awesome God II, la secuela de su mixtape Flygod Is an Awesome God. El álbum cuenta con colaboraciones de artistas como Benny The Butcher, Keisha Plum, Boldy James, y Daringer.
En 2021, protagonizó la película Conflicted, junto a Benny the Butcher, Michael Rapaport, y J. Holiday. También lanzaría dos canciones tituladas "TV Boy" y "Julia Lang". Ambas canciones serían incluidas en su mixtape, Hitler Wears Hermes 8: Side B, publicado ese mismo año.
El 13 de octubre de 2023, Westside Gunn publica su quinto álbum de estudio titulado And Then You Pray For Me con colaboraciones de AA Rashid, JID, Conway the Machine, Benny the Butcher, Stove God Cooks, Rick Ross, Giggs, Ty Dolla Sign, Keisha Plum, Denzel Curry, Boldy James, EST Gee, Jeezy, Peezy, Rome Streetz, y KayCyy. El álbum es la secuela de Pray for Paris, álbumes cuya portada fue diseñada por el diseñador de modas Virgil Abloh.

## Discografía

### Álbumes de estudio
| Título                   | Detalles del álbum                                                                                               | Posición más alta en las listas | Posición más alta en las listas | Posición más alta en las listas | Posición más alta en las listas | Posición más alta en las listas |
| Título                   | Detalles del álbum                                                                                               | US                              | US R&B/HH                       | US Ind.                         | AUS                             | CAN                             |
| ------------------------ | --- | ------------------------------- | ------------------------------- | ------------------------------- | ------------------------------- | ------------------------------- |
| Flygod                   | - Publicado: 11 de marzo de 2016 - Sello: Griselda - Formato: LP, descargas digitales, streaming                 | —                               | —                               | —                               | —                               | —                               |
| Supreme Blientele        | - Publicado: 22 de junio de 2018 - Sello: Griselda, Empire - Formato: LP, descargas digitales, streaming         | —                               | —                               | 26                              | —                               | —                               |
| Pray for Paris           | - Publicado: 17 de abril de 2020 - Sello: Griselda, Empire - Formato: LP, descargas digitales, streaming         | 67                              | 39                              | 8                               | —                               | —                               |
| Who Made the Sunshine    | - Publicado: 2 de octubre de 2020 - Sello: Griselda, Shady, Interscope - Formato: descargas digitales, streaming | —                               | —                               | —                               | —                               | —                               |
| And Then You Pray for Me | - Publicado: 13 de octubre de 2023 - Sello: Griselda, Empire - Formato: CD, LP, descargas digitales, streaming   | 29                              | 8                               | 6                               | 81                              | 95                              |

### Con Griselda
- Don't Get Scared Now (2016)
- WWCD (2019)

### EPs
- There's God and There's Flygod, Praise Both (2016)[10]
- Riots on Fashion Avenue (con Mil Beats) (2017)
- WestSide Doom (con MF Doom) (2017)
- Flygod Is Good... All the Time (with Mr. Green) (2018)
- 11 (2024)
- Heels Have Eyes (2025)

### Mixtapes
| Título                                 | Detalles del mixtape                                                                                           | Lista más alta en las listas | Lista más alta en las listas |
| Título                                 | Detalles del mixtape                                                                                           | US                           | US Ind.                      |
| -------------------------------------- | --- | ---------------------------- | ---------------------------- |
| Hitler Wears Hermes                    | - Publicado: 23 de octubre de 2012 - Sello: Griselda - Formato: descargas digitales, streaming                 | —                            | —                            |
| Hitler Wears Hermes 2                  | - Publicado: 22 de septiembre de 2014 - Sello: Griselda - Formato: descargas digitales, streaming              | —                            | —                            |
| Hitler Wears Hermes 3                  | - Publicado: 16 de septiembre de 2015 - Sello: Griselda - Formato: descargas digitales, streaming              | —                            | —                            |
| Hitler Wears Hermes 4                  | - Publicado: 31 de octubre de 2016 - Sello: Griselda - Formato: descargas digitales, streaming                 | —                            | —                            |
| Hitler Wears Hermes 5                  | - Publicado: 31 de octubre de 2017 - Sello: Griselda - Formato: descargas digitales, streaming                 | —                            | —                            |
| Hitler Wears Hermes 6                  | - Publicado: 31 de octubre de 2018 - Sello: Griselda - Formato: descargas digitales, streaming                 | —                            | —                            |
| Flygod is an Awesome God               | - Publicado: 5 de julio de 2019 - Sello: Griselda - Formato: descargas digitales, streaming                    | —                            | 17                           |
| Hitler Wears Hermes 7                  | - Publicado: 1 de noviembre de 2019 - Sello: Griselda - Formato: descargas digitales, streaming                | —                            | 47                           |
| Flyest Nig@@ in Charge, Vol. 1         | - Publicado: 2 de enero de 2020 (recorded in 2005) - Sello: Griselda - Formato: descargas digitales, streaming | —                            | —                            |
| Flygod is an Awesome God 2             | - Publicado: 3 de julio de 2020 - Sello: Griselda - Formato: descargas digitales, streaming                    | —                            | —                            |
| Hitler Wears Hermes 8: Sincerely Adolf | - Publicado: 27 de agosto de 2021 - Sello: Griselda, Empire - Formato: descargas digitales, streaming          | —                            | 34                           |
| Hitler Wears Hermes 8: Side B          | - Publicado: 24 de septiembre de 2021 - Sello: Griselda, Empire - Formato: descargas digitales, streaming      | 196                          | 34                           |
| Peace "Fly" God                        | - Publicado: 8 de julio de 2022 - Sello: Griselda - Formato: descargas digitales, streaming                    | —                            | —                            |
| 10                                     | - Publicado: 28 de octubre de 2022 - Sello: Griselda, Empire - Formato: descargas digitales, streaming         | 183                          | 29                           |
| Still Praying                          | - Publicado: 1 de noviembre de 2024 - Sello: Griselda - Formato: descargas digitales, streaming                |                              |                              |
| 12                                     | - Publicado: 14 de febrero de 2025 - Sello: Griselda - Formato: descargas digitales, streaming                 |                              |                              |

### Mixtapes colaborativos
- Hall & Nash (with Conway the Machine) (2015)
- Griselda Ghost (with Conway the Machine and Big Ghost LTD) (2015)
- Roses are Red... So Is Blood (with The Purist) (2016)
- Hitler on Steroids (with DJ Green Lantern) (2017)
- Hall & Nash 2: The Original Version (with Conway the Machine & The Alchemist) (2023)
- Still Praying (with DJ Drama) (2024)

### Canciones que ingresaron a las listas
| Título                                                                     | Año  | Posición más alta en las listas | Posición más alta en las listas | Posición más alta en las listas | Posición más alta en las listas | Posición más alta en las listas | Posición más alta en las listas | Álbum  |
| Título                                                                     | Año  | US                              | US R&B/HH                       | US Rap                          | AUS                             | CAN                             | WW                              | Álbum  |
| -------------------------------------------------------------------------- | ---- | ------------------------------- | ------------------------------- | ------------------------------- | ------------------------------- | ------------------------------- | ------------------------------- | ------ |
| "Keep My Spirit Alive" (Kanye West con Conway the Machine y Westside Gunn) | 2021 | 59                              | 28                              | 23                              | 41                              | 51                              | 51                              | Donda  |
| "Lost Forever" (Travis Scott con Westside Gunn)                            | 2023 | 46                              | 22                              | 20                              | 71                              | 39                              | 47                              | Utopia |

### Apariciones como invitado
| Título                         | Año  | Otros artistas                                                  | Álbum                                                      |
| ------------------------------ | ---- | --------------------------------------------------------------- | ---------------------------------------------------------- |
| "Karoshi"                      | 2014 | The Purist                                                      | Pyrex Scholar                                              |
| "Rex Ryan"                     | 2015 | Conway the Machine, Roc Marciano                                | Reject 2                                                   |
| "Air Holez"                    | 2015 | Conway the Machine                                              | Reject 2                                                   |
| "Triple Beams"                 | 2015 | Apollo Brown, Planet Asia                                       | Grandeur                                                   |
| "Banjo"                        | 2016 | Royce da 5'9", Conway the Machine, Styles P                     | Tabernacle: Trust The Shooter                              |
| "Basquiat on the Draw"         | 2016 | Skyzoo, Apollo Brown, Conway the Machine                        | The Easy Truth                                             |
| "Tom Ford Socks"               | 2016 | Benny the Butcher, Conway the Machine                           | My First Brick                                             |
| "The Curve"                    | 2016 | Termanology, Conway the Machine, Your Old Droog                 | More Politics                                              |
| "No. 8"                        | 2017 | Statik Selektah, Conway the Machine, Termanology                | 8                                                          |
| "A Thousand Birds"             | 2017 | The Alchemist, Budgie, Conway the Machine                       | The Good Book, Vol. 2                                      |
| "Judas"                        | 2018 | The Alchemist, Conway the Machine                               | Lunch Meat                                                 |
| "3 for 25"                     | 2018 | Meyhem Lauren, Harry Fraud                                      | Glass                                                      |
| "Echo Long"                    | 2018 | Benny the Butcher, Meyhem Lauren                                | Tana Talk 3                                                |
| "Fifty One"                    | 2018 | Benny the Butcher                                               | Tana Talk 3                                                |
| "Ray Mysterio"                 | 2018 | The Alchemist, Conway the Machine                               | Bread                                                      |
| "Concrete"                     | 2019 | Bun B, Statik Selektah, Termanology                             | TrillStatik                                                |
| "Eastside"                     | 2019 | The Alchemist, Conway the Machine                               | Yacht Rock 2                                               |
| "Tito's Back"                  | 2019 | Conway the Machine, Benny the Butcher                           | Look What I Became...                                      |
| "Eastern Conference All-Stars" | 2019 | Skyzoo, Pete Rock, Benny the Butcher, Conway the Machine, Elzhi | Retropolitan                                               |
| "7:30"                         | 2019 | Smoke DZA, Benny the Butcher                                    | Statue of Limitations                                      |
| "Boosie Fade"                  | 2019 | Roc Marciano                                                    | Marcielago                                                 |
| "The Rivington"                | 2019 | Free Nationals, Conway the Machine, Joyce Wrice                 | Free Nationals                                             |
| "Headlines"                    | 2019 | DJ Premier, Conway the Machine, Benny the Butcher               |                                                            |
| "Overcomer"                    | 2020 | Royce da 5'9"                                                   | The Allegory                                               |
| "Welfare"                      | 2020 | RMR                                                             | Drug Dealing is a Lost Art                                 |
| "Roxycontin"                   | 2020 | Boldy James, Keisha Plum, Tiona Deniece                         | The Versace Tape                                           |
| "Spurs 3"                      | 2020 | Conway the Machine, Benny the Butcher                           | From King to a God                                         |
| "War Paint"                    | 2020 | Benny the Butcher, Conway the Machine                           | Burden of Proof                                            |
| "Cut It 3x"                    | 2020 | Flee Lord                                                       | No More Humble Fashion                                     |
| "Mac 10s for Everybody"        | 2020 | Armani Caesar                                                   | The Liz                                                    |
| "Think of the Lox"             | 2020 | The Lox, Benny the Butcher                                      | Living Off Xperience                                       |
| "Stained Glass"                | 2020 | The Alchemist                                                   | A Doctor, Painter & an Alchemist Walk Into a Bar           |
| "Westside Gunn's Interlude"    | 2021 | Joyce Wrice, Esta.                                              | Overgrown                                                  |
| "S.E. Gang"                    | 2021 | Conway the Machine, Benny the Butcher                           | La Maquina                                                 |
| "Folie A Deux"                 | 2021 | Mach-Hommy, Keisha Plum                                         | Pray for Haiti                                             |
| "Murder Czn"                   | 2021 | Mach-Hommy                                                      | Pray for Haiti                                             |
| "Rami"                         | 2021 | Mach-Hommy                                                      | Pray for Haiti                                             |
| "Brick After Brick"            | 2021 | Fabolous                                                        | Godfather of Harlem: Season 2 (Original Series Soundtrack) |
| "Hood Blues"                   | 2021 | DMX, Benny the Butcher, Conway the Machine                      | Exodus                                                     |
| "Red"                          | 2021 | IDK, Jay Electronica, MF Doom                                   | USee4Yourself                                              |
| "Big Steppa"                   | 2021 | Smoke DZA, Currensy                                             | The Hustler's Catalog 2                                    |
| "Salute"                       | 2021 | Russ, Styles P                                                  | Chomp 2                                                    |
| "The Narcissist"               | 2021 | Brady Watt, DJ Premier                                          |                                                            |
| "Keep My Spirit Alive"         | 2021 | Kanye West, Conway the Machine                                  | Donda                                                      |
| "John Woo Flick"               | 2022 | Conway the Machine, Benny the Butcher                           | God Don't Make Mistakes                                    |
| "Brand New 911"                | 2022 | Joey Badass                                                     | 2000                                                       |
| "Faithful"                     | 2022 | Diamond D                                                       | The Rear View                                              |
| "Guerrero"                     | 2022 | Benny the Butcher                                               | Tana Talk 4                                                |
| "Trigger Point Therapy"        | 2022 | Mayhem Lauren, Daringer                                         | Black Vladimir                                             |
| "Non Factor"                   | 2022 | Rome Streetz                                                    | Kiss the Ring                                              |
| "Paula Deen"                   | 2022 | Armani Caesar                                                   | The Liz 2                                                  |
| "No Yeast (Remix)"             | 2023 | Currensy, The Alchemist, Boldy James                            |                                                            |
| "OLDNACKDONALDHADAFARM"        | 2023 | Estee Nack                                                      | Nacksaw Jim Duggan                                         |
| "Sicilian Gold"                | 2023 | DJ Muggs, Ghostface Killah                                      | Soul Assassins 3: Death Valley                             |
| "Brucifix"                     | 2023 | Conway the Machine                                              | Won't He Do It                                             |
| "Runaway"                      | 2023 | DJ Premier, Rome Streetz                                        |                                                            |
| "Lost Forever"                 | 2023 | Travis Scott                                                    | Utopia                                                     |
| "Corintios 13:12"              | 2023 | Cruz Cafuné                                                     | Me Muevo Con Dios                                          |
| "Richies Part Two"             | 2023 | Talib Kweli, Madlib, Roc Marciano                               | Liberation 2                                               |
| "350"                          | 2023 | DJ Drama, Lule, Rick Ross                                       | I'm Really Like That                                       |
| "Fly Gods"                     | 2023 | Babyface Ray                                                    | Summer's Mine                                              |
| "Griselda Express"             | 2024 | Benny the Butcher, Conway the Machine, Rick Hyde                | Everybody Can't Go                                         |
| "Mint Chocolate"               | 2024 | 1999 Write the Future, BadBadNotGood, Conway the Machine        | Hella                                                      |
| "Where They At"                | 2024 | French Montana, Kanye West                                      | Mac & Cheese 5                                             |
| "Black Widow"                  | 2024 | Rome Streetz, Daringer                                          |                                                            |
| "Long Live J Dilla"            | 2025 | Karriem Riggins, Busta Rhymes                                   |                                                            |
| "The Louvre"                   | 2025 | Statik Selektah, Joey Badass, Rome Streetz                      |                                                            |